# Carnaval de Alicante
El Carnaval de Alicante es uno de los carnavales de España.

## Historia
Tras el paréntesis de la Dictadura, y en plena efervescencia predemocrática, las huestes de Don Carnal comenzaron a asomar tímidamente por los aledaños del casco histórico de Alicante, verdadero centro cultural a finales de los setenta. Esas máscaras dispersas pronto comenzaron a cohesionarse y se unieron en aquel embrión carnavalero llamado Col.lectiu Carnestoltes. Luego, se promovieronlos primeros bailes de carnaval en la Plaza del Carmen, que se financiaron con venta de pegatinas. La afluencia y participación fue masiva. 
Con el primer Ayuntamiento democrático, el carnaval empieza a ser acogido por las instituciones, y se empieza a contar con un pequeño presupuesto que permite empezar a definir actuaciones osadas y efímeras y que, en el tiempo, se consolidarán y darán paso al modelo ecléctico actual del carnaval alicantino.
En 1989 se crea el colectivo «La Tripa del Moro» y se establece una constructiva polémica entre la línea continuista del Col.lectiu Carnestoltes y la procacidad y frescura de La Tripa. 
Especial mención en el diseño y evolución del carnaval alicantino supusieron los hoy desaparecidos Juanito, Toni Defez y Joserra «El Caja».
Nuevas peñas se han venido incorporando en los últimos tiempos al Carnaval tales como Desoxirribonucléicos, Inoxidables, Cainitas, Colla de Dimonis La Ceba, Els Pocasoltes (infantil), etc.
Todas ellas se agrupan actualmente bajo la forma asamblearia de Mesa de Carnaval de Alicante - La Meca

## Características del carnaval de Alicante
El carnaval alicantino tiene unas notas dominantes que se pueden resumir en: 
- Abierto: Por cuanto todo el mundo es bienvenido, con o sin máscara.
- Democrático: Cada cual a su aire, no hay recintos cerrados, no es necesario ser socio de nada.
- Participativo: todo el mundo puede participar en todos y cada uno de los actos. Participación frente a expectación.
- Plural: Los diferentes colectivos ciudadanos, asociaciones, grupos, etc., tienen cabida.
- No comercializado: No se admite el patrocinio de firmas comerciales.
- Autogestionario: Todo el atrezzo, decoraciones, etc. No es profesionalizado, sale de los talleres de carnaval, es decir, es de manufactura propia.
- Cáustico: El componente de sátira y crítica alcanza altos grados de molestia a prebostes y autoridades de turno.

## Elementos del carnaval alicantino
- Arqueologías Urbanas: Son disfraces efímeros de diferentes zonas de la Ciudad, inicialmente con marcado carácter reivindicativo. En algunos lugares se conoce esto como intervenciones urbanas.
- Arqueologías Escolares: Transformación carnavalera de colegios e institutos.
- Pendones de Carnaval: Pinturas efímeras sobre lienzo que se ubican en calles.
- Autos de Carnaval: Sátiras representadas los viernes de Carnaval por grupos y peñas carnavaleras en diferentes espacios.
- Jueves de grasa (Dijous Gras). Precalentamiento de inicio del ritual bajo fuego, grasa y vino.
- Sábado Ramblero: La Rambla de Alicante, avenida por excelencia de la ciudad, se transforma en un gran baile de máscaras.
- martes de carnaval. Juicio sumario a Carnestoltes por las autoridares y procesión con percusión y fuego por las estrechas calles del Casco Antiguo (Jui d´en Carnestoltes i processó del pelele).
- Entierro de la Sardina. Miércoles de Ceniza. Las diferentes cofradías y hermandades penitenciales carnavaleras forman el cortejo del hermoso pez por el Casco Antiguo hasta su incineración.
- Domingo de Piñata: Celebración infantil matinal.
- Baile de Veteranos: dirigido a los más mayores.